# Ice Sphinx Hole
Das Ice Sphinx Hole ist eine Höhle im östlichen Teil des Weddell-Meers vor der Prinzessin-Martha-Küste des ostantarktischen Königin-Maud-Lands.
Entdeckt wurde sie von der Besatzung des deutschen Forschungseisbrechers Polarstern.  Benannt ist sie seit 1997 auf Vorschlag des Vermessungsingenieurs und Glaziologen Heinrich Hinze vom Alfred-Wegener-Institut nach dem Roman Die Eissphinx des französischen Autors Jules Verne.